# Butterleigh
Butterleigh är en civil parish i Storbritannien.   Den ligger i grevskapet Devon och riksdelen England, i den södra delen av landet, 240 km väster om huvudstaden London.